# New Cinema 蜥蜴
New Cinema 蜥蜴（ニュー・シネマ・とかげ）は、日本の男性4人組ロックバンド。所属レコード会社はGIZA studioであった。

## 概要・来歴
メンバーは、舩木基有、岩井勇一郎、車谷啓介、脇田啓行、および脱退した川越英樹からなる。
- 1997年、大阪で舩木と岩井により活動開始、翌年に川越と車谷が加入。
- 1998年10月20日にインディーズEP『360°』でインディーズデビュー。1999年1月27日にインディーズ1stミニアルバム『Smashing the bad!』を発売。尚、ここに収録されている「Smashing the good! smashing the bad!」は、English Versionである。
- 2月10日にシングル『Smashing the good! smashing the bad!』（8cmCD・12cmCD同時リリース）でGIZA studioよりメジャーデビュー。その後10月6日にメジャー1stアルバム『Rail』発売。それに伴い11月28日には初めてとなるワンマンライブ『Rail〜線路は続くよどこまでも〜』敢行。
- 2000年4月、川越が音楽性の相違により正式脱退。
- 4月24日、初の全国ツアー（全14ヶ所）開始。
- 6月、新たなベーシストとして元GRASS ARC.の脇田が加入。
- 2002年8月、解散。
- 解散後、舩木はビーイングから離脱し東京でソロユニット「誇空」として、岩井と車谷は、三枝夕夏 IN dbのメンバーとして活動していたが、現在は両バンド共に活動を終了している。車谷はさらにその後Sensationで活動しているが、岩井と舩木は音楽活動自体も継続中かは不明であり、岩井はビーイングを離脱したようである。脇田は、ロックバンドELFのベーシストとして活動後、バックミュージシャンとして音楽活動を継続。既に脱退していた川越は音楽ライターとして活動。解散後は車谷を除き全員、活動しているかは不明であったが2019年から岩井がギタリストとしてGIZAでの活動を再開している。

## メンバー
| 名前       | 読み                | 担当           | 備考  |
| ---------- | ------------------- | -------------- | ----- |
| 舩木基有   | ふなき もとあり     | 作詞・ボーカル |       |
| 岩井勇一郎 | いわい ゆういちろう | 作曲・ギター   |       |
| 車谷啓介   | くるまたに けいすけ | 作詞・ドラム   |       |
| 川越英樹   | かわごえ ひでき     | 作曲・ベース   | 初代  |
| 脇田啓行   | わきた ひろゆき     | 作曲・ベース   | 2代目 |

## グループ名
名前の由来は、バンド名を決めるときに岩井がたまたまテレビで見た映画『ニュー・シネマ・パラダイス』と舩木の好きな蜥蜴を組み合わせたもの。略称は「シネトカ」であり、公式にも使用されたようである。
表記については、作品によって「New Cinema 蜥蜴」「NEW CINEMA 蜥蜴」の両方の表記がある。英字の時も同じで、「New Cinema Tokage」、「NEW CINEMA TOKAGE」と二つある。ただし、GIZA studio Masterpiece BLEND 2001には「New Cinema 蜥蜴」と表記されている。なお、『蜥蜴』は一部メディアで『トカゲ』と表記されたことがある。

## 音楽性
作詞は舩木、作曲は岩井が担当するが、川越、車谷、脇田が作詞、作曲を担当した作品も数曲ある。編曲はNew Cinema 蜥蜴の名義となっているが、デビューシングル『Smashing the good! Smashing the bad!』ではカップリングも含め岩井の名義だった事もあり、岩井以外のメンバーがどこまで編曲に関わっているのかは不明である。舩木は、句読点を多用した特徴的な歌詞となっており、他のメンバーが作詞した曲とは識別が容易である。尚、岩井を除いて他の歌手への楽曲提供はない。

## 作品

### シングル

#### インディーズアナログシングル
※全てアナログ盤であり、カップリングには松田岳二によるリミックスが収録されている。また、表題曲はいずれもインディーズミニアルバム（CD）に収録されている。
| 枚  | 発売日         | タイトル                             | 規格品番 |
| --- | -------------- | ------------------------------------ | -------- |
| 1st | 1998年10月20日 | 360°                                 | IKR-001  |
| 2nd | 1998年11月20日 | PUMPKIN HEAD                         | IKR-002  |
| 3rd | 1999年3月10日  | Smashing the good! Smashing the bad! | IKR-006  |

#### メジャーシングル
| 枚   | 発売日         | タイトル                             | 規格品番            | 最高順位 |
| ---- | -------------- | ------------------------------------ | ------------------- | -------- |
| 1st  | 1999年2月10日  | Smashing the good! Smashing the bad! | GZCA-1001 GZDA-1001 | 92位     |
| 2nd  | 1999年4月14日  | CaNDY LiFe                           | GZCA-1004           | 49位     |
| 3rd  | 1999年7月7日   | Believe myself                       | GZDA-1009           | 50位     |
| 4th  | 1999年9月1日   | Ghost Mind                           | GZDA-1012           | 96位     |
| 5th  | 2000年3月23日  | Messenger                            | GZDA-1014           |          |
| 6th  | 2000年10月18日 | mystery world                        | GZCA-1048           |          |
| 7th  | 2001年1月24日  | Lovely Generation〜goes&fights〜     | GZCA-1058           |          |
| 8th  | 2001年3月28日  | Green Love                           | GZCA-1065           |          |
| 9th  | 2001年5月16日  | Free Bird                            | GZCA-1074           | 64位     |
| 10th | 2001年8月29日  | Breathe on me                        | GZCA-2008           | 83位     |
| 11th | 2002年2月20日  | Run                                  | GZCA-2032           |          |

### アルバム

#### インディーズアルバム
| 枚  | 発売日        | タイトル          | 規格品番 | 備考 |
| --- | ------------- | ----------------- | -------- | ---- |
| 1st | 1999年1月27日 | Smashing the bad! | ICR-001  | CD   |

#### オリジナルアルバム
| 枚  | 発売日        | タイトル      | 規格品番  |
| --- | ------------- | ------------- | --------- |
| 1st | 1999年10月6日 | Rail          | GZCA-1013 |
| 2nd | 2001年5月16日 | Many Elements | GZCA-1073 |

### コンピレーションアルバム参加作品
| 発売日         | タイトル                                                    | 規格品番     | 参加曲                               |
| -------------- | ----------------------------------------------------------- | ------------ | ------------------------------------ |
| 2001年12月19日 | GIZA studio Masterpiece BLEND 2001                          | GZCA-5007～8 | Lovely Generation〜goes&fights〜     |
| 2008年12月24日 | GIZA studio 10th Anniversary Masterpiece BLEND 〜FUN Side〜 | GZCA-5150    | Smashing the good! Smashing the bad! |

## タイアップ一覧
| 使用年 | 曲名                                 | タイアップ                                                                                |
| ------ | ------------------------------------ | ----------------------------------------------------------------------------------------- |
| 1999年 | Smashing the good! Smashing the bad! | テレビ東京系『スキヤキ!!ロンドンブーツ大作戦』エンディングテーマ                          |
| 1999年 | Smashing the good! Smashing the bad! | テクモプレイステーション用ゲームソフト「モンスターファーム2」イメージソング               |
| 1999年 | CaNDY LiFe                           | 日本テレビ系『J-ROCK ARTIST TOP30』オープニングテーマ                                     |
| 1999年 | Believe myself                       | 読売テレビ・日本テレビ系アニメ『金田一少年の事件簿』エンディングテーマ（第88話 - 第98話） |
| 1999年 | Ghost Mind                           | TBS系『新ウンナンの気分は上々。』エンディングテーマ                                       |
| 2000年 | Messenger                            | テレビ朝日系『リングの魂』エンディングテーマ                                              |
| 2000年 | mystery world                        | 学研「CD HITS!」TVCMソング                                                                |
| 2000年 | eighteen                             | ナムコプレイステーション用ゲームソフト「テイルズ オブ エターニア」エンディングテーマ      |
| 2001年 | Lovely Generation〜goes&fights〜     | TBS系『ぜったい!キャイ〜ン』エンディングテーマ                                            |
| 2001年 | Free Bird                            | テレビ東京系アニメ『PROJECT ARMS』オープニングテーマ（第1話 - 第13話）                    |
| 2001年 | Breathe on me                        | テレビ東京系アニメ『PROJECT ARMS』オープニングテーマ（第14話 - 第26話）                   |
| 2002年 | Run                                  | TBS系『JNN SPORTS and NEWS』テーマソング                                                  |